# ایر قاهره
ایر قاهره (به انگلیسی: Air Cairo) یک شرکت هواپیمایی با کد یاتا SM است که در تاریخ ۲۰۰۳ میلادی تأسیس شده است. دفتر مرکزی ایر قاهره در قاهره، مصر واقع شده‌است و قطب این شرکت هواپیمایی در فرودگاه بین‌المللی قاهره قرار دارد.